# Мендеш, Фернанду (футболист, 1937)
Фернанду Мамеде Мендеш (порт. Fernando Mamede Mendes; 15 июля 1937, Сейя — 31 марта 2016, Лиссабон) — португальский футболист, выступавший на позиции полузащитника, и тренер.

## Клубная карьера
Молодёжную карьеру провёл в лиссабонском «Спортинге». В 1956 году дебютировал за основную команду столичного клуба. За 13 сезонов трижды становился национальным чемпионом и единожды обладателем национального кубка. Всего за «львов» Мендеш провёл 233 матча, включая товарищеские. Карьеру завершил в 1969 году в другом столичном клубе — «Атлетико».

## Международная карьера
Дебют за национальную сборную Португалии состоялся 16 мая 1959 года в товарищеском матче против сборной Швейцарии. На первых минутах квалификационного матча на чемпионат мира 1966 против сборной Чехословакии Мендеш сломал ногу, и португальцам пришлось вдесятером (в то время замены не были позволены) заканчивать матч. Тогда Португалия победила со счётом 1:0, а Фернанду не смог оправиться от той травмы и этот матч стал последним в его международной карьере. Всего он принял участие в 21 матче за сборную.

## Смерть
31 марта 2016 года Мендуш после продолжительной болезни умер в одном из госпиталей города Лиссабон.